# Heliodor Laskowski
Heliodor Jan Laskowski (ur. 20 czerwca 1898 w Nieszawie, zm. 12 kwietnia 1936 w Egipcie) – komandor podporucznik Marynarki Wojennej, twórca polskiej artylerii nadbrzeżnej w okresie międzywojennym.
W 2025 pośmiertnie awansowany na stopień komandora porucznika.

## Życiorys
Był synem Teodora (1874−1929) i Marii z Krygierów. W latach 1908−1914 uczęszczał do ośmioklasowego Gimnazjum filologicznego oo. Jezuitów w Chyrowie (Galicja). Po wybuchu wojny i wkroczeniu na teren Królestwa armii niemieckiej, rodzina Laskowskich przeprowadziła się w 1915 roku na Ukrainę. Powodem było poszukiwanie Teodora Laskowskiego przez policję niemiecką i grożące mu aresztowanie. Tu Heliodor ukończył ósmą klasę i w 1916 roku zdał maturę. Następnie rozpoczął studia w Instytucie Technologicznym w Piotrogradzie. Jako student został powołany do wojska. Na własną prośbę został skierowany do marynarki wojennej, a następnie odkomenderowany do szkoły miczmanów, gdzie odbył przeszkolenie. Po zdaniu pomyślnie egzaminu otrzymał stopień miczmana (najniższy stopień oficerski w marynarce wojennej carskiej Rosji). W 1917 roku otrzymał nominację oficerską. W styczniu 1918 roku zgłosił chęć wstąpienia do armii polskiej. Z rozkazu udał się na misję, gdzie został schwytany przez bolszewików i odstawiony pod silną eskortą do aresztu. Za poręczeniem ojca został wypuszczony. Po ciężkiej chorobie rozpoczął studia w Warszawie.
7 grudnia 1918 roku został przyjęty do Wojska Polskiego z zatwierdzeniem posiadanego stopnia miczmana i przydzielony rozkazem szefa Sztabu Generalnego, generała dywizji Stanisława Szeptyckiego do Sekcji Marynarki Wojennej przy Ministerstwie Spraw Wojskowych. Tam dostał skierowanie do Modlina i na rozkaz komendanta twierdzy 20 listopada 1918 roku został mianowany Oficerem Flotylli Fortecznej. Laskowski zdobywał tam doświadczenie jako oficer w Polskiej Marynarce Wojennej.
W styczniu 1921 roku decyzją Józefa Piłsudskiego, Heliodor Laskowski skierowany został do tworzącej się floty wojennej. Mimo młodego wieku, dzięki ogromnej wiedzy, energii i pracowitości został jako kapitan marynarki szefem Służby Artylerii i Uzbrojenia w Kierownictwie Marynarki Wojennej RP. Po odzyskaniu niepodległości polska artyleria nadbrzeżna praktycznie nie istniała. Przeważającą w tym czasie koncepcją militarną było stworzenie na Helu bazy zaopatrzeniowej marynarki, która miała być broniona siłami morskimi floty. Laskowski udowadniał, że ta koncepcja jest nie do przyjęcia - baza może stać się całkowicie bezbronna, bezkarnie ostrzeliwana i bezużyteczna, trzeba natomiast stworzyć silnie uzbrojona bazę lądową, pod której skrzydła mogą się schronić jednostki floty w razie potrzeby remontu, zaopatrzenia lub innych problemów. Plan opracowany pod kierunkiem Laskowskiego przewidywał możliwość prowadzenia ognia do celów od pełnego morza aż do rejonu Zatoki Puckiej. Dzięki jego energicznym staraniom i pracom studialnym sfinalizowano w końcu liczne, kolejne wnioski i projekty w sprawie tworzenia artylerii większego kalibru na Helu. To właśnie Laskowski uznał proponowany francuski sprzęt za przestarzały i przełamał monopol Francji na dostawy uzbrojenia doprowadzając do rezygnacji z zakupu francuskich dział. W 1933 roku udał się w podróż służbową do Szwecji, w celu zakupienia uzbrojenia dla budowanego w stoczni francuskiej stawiacza min „Gryf”. Równocześnie nawiązał tam kontakt z firmą Bofors i zamówił dostawę czterech armat wz. 30 kalibru 152,4 mm. Umowę na ich dostawę (z terminem realizacji 26 miesięcy) Marynarka Wojenna zawarła 20 grudnia 1933 roku. Zakupiony dla Polski sprzęt był nowoczesny i niemal całkowicie zautomatyzowany. Przewidywania komandora Laskowskiego były trafne, podczas obrony Wybrzeża we wrześniu 1939 roku bateria usytuowana na cyplu helskim odegrała istotną rolę w obronie Helu.
W grudniu 1935 roku z powodu pogorszenia stanu zdrowia został wysłany do szpitala w Warszawie. Stamtąd został skierowany na kurację klimatyczną do Egiptu, gdzie zmarł 12 kwietnia 1936 roku, w wieku 37 lat. Powodem śmierci było zapalenie nerek z nadciśnieniem tętniczym. Został pochowany w grobie rodzinnym na cmentarzu w Nieszawie.
Już po śmierci Heliodora Laskowskiego, w dniu 27 lipca 1937 roku w firmie Bofors podpisano umowę na kolejne 4 działa kalibru 152,4 mm. Było to sfinalizowanie negocjacji Laskowskiego − odlewy na lufy tych dział wykonane zostały jeszcze podczas pobytu polskiej delegacji na próbach odbiorczych w 1935 roku. Dział tych nie zdążono dostarczyć do Polski z powodu wybuchu wojny.

## Ordery i odznaczenia
- Krzyż Oficerski Orderu Odrodzenia Polski
- Złoty Krzyż Zasługi (pośmiertnie, 11 listopada1936)[4][5]
- Srebrny Krzyż Zasługi (10 listopada 1928)[6]
- Medal Pamiątkowy za Wojnę 1918–1921 (9 listopada 1928)[7]
- Medal Dziesięciolecia Odzyskanej Niepodległości (27 listopada 1928)[7]
- Państwowa Odznaka Sportowa[8]
- Odznaka Pamiątkowa Więźniów Ideowych[7]

## Upamiętnienie
Czyniąc zadość wnioskowi kolegów i przyjaciół dowódca MW kontradmirał Jerzy Świrski nadał uroczyście 1 stycznia 1937 roku 4-działowej baterii na cyplu helskim imię Heliodora Laskowskiego (zmieniając tym samym rozkazem jej numer z 1 na 31), w uznaniu jego zasług.
20 czerwca 1998 roku dla uczczenia setnej rocznicy urodzin Heliodora Jana Laskowskiego w Nieszawie została odsłonięta tablica pamiątkowa.
Senat Akademii Marynarki Wojennej im. Bohaterów Westerplatte dnia 29 października 2020 roku Uchwałą Nr 59/2020 nadał imię kmdr. ppor. Heliodora Laskowskiego budynkowi Broni Rakietowej i Artylerii - Akademii Marynarki Wojennej.